# Distoneura ochreata
Distoneura ochreata är en fjärilsart som beskrevs av Karl Grünberg 1910. Distoneura ochreata ingår i släktet Distoneura och familjen mätare. Inga underarter finns listade i Catalogue of Life.